# Jules Vandergoten
Jules Jean Vandergoten (Brussel, 23 juli 1901) was een Belgisch gewichtheffer.

## Levensloop
Vandergoten nam deel aan de Olympische Zomerspelen van 1928 te Amsterdam. Hij werd er dertiende in de gewichtsklasse van de halfzwaargewichten (≤82,5kg).
Zijn broer Maurice was eveneens actief in het gewichtheffen.